# Dancing Days
Dancing Days é uma canção da banda britânica de rock Led Zeppelin. Lançado em seu quinto álbum de estúdio Houses of the Holy, em 28 de março de 1973. Foi gravado em Stargroves, Condado de Hampshire, em 1972. Foi inspirado por uma música indiana que Jimmy Page e Robert Plant ouviam enquanto viajava em Bombaim.

## Leituras adicionais
- Lewis, Dave (2004). The Complete Guide to the Music of Led Zeppelin (em inglês). Londres: Omnibus Press. 96 páginas. ISBN 0-7119-3528-9
- Welch, Chris (1998). Led Zeppelin: Dazed and Confused: The Stories Behind Every Song (em inglês). Londres: Thunder's Mouth Press. 160 páginas. ISBN 1-56025-818-7